# 达里奥·斯尔纳
达里奥·斯尔纳（1982年5月1日—），是一名已退役的克罗地亚职业足球运动员。
斯尔纳以在2006年世界杯对澳大利亚队的比赛中攻入一脚三十米开外的任意球，最为人所知晓。除任意球外，斯尔纳的斜长传与传中也是他的俱乐部与国家队的重要进攻手段。
斯爾納於退役後，擔任頓內次克礦工總監(director)一職。